# Maryia Mamashuk

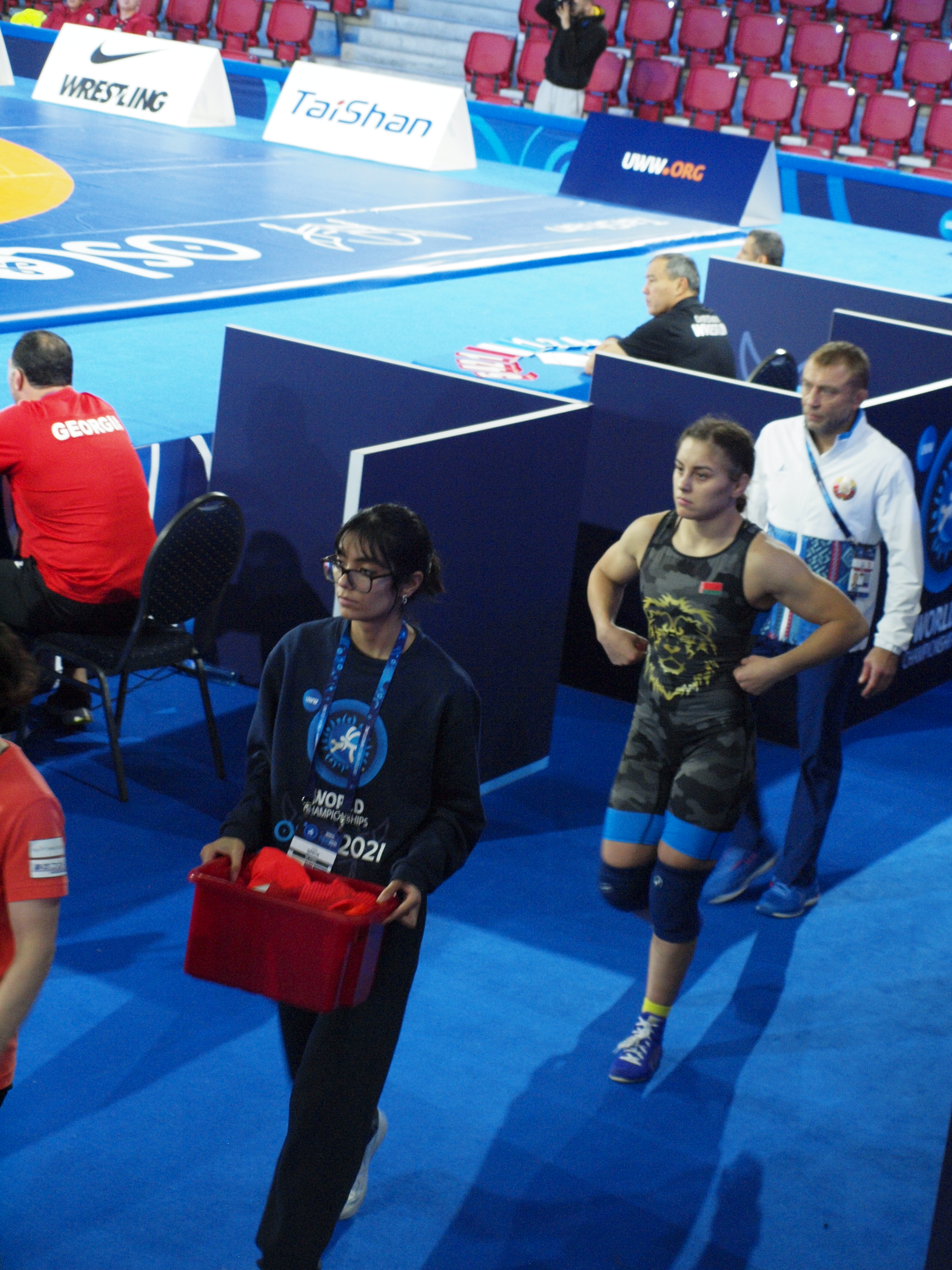
Maria Mamashuk no Campeonato Mundial de Luta Livre de 2021

Maryia Ruslanavna Mamashuk (em bielorrusso:  Марыя Русланаўна Мамашук; Gomel, 31 de agosto de 1992) é uma lutadora de estilo-livre bielorrussa, medalhista olímpica.

## Carreira
Mamashuk competiu na Rio 2016, na qual conquistou a medalha de prata, na categoria até 63 kg.